# Krzysztof Gawędzki
Krzysztof Gawędzki (ur. 2 lipca 1947 w Żarkach, zm. 21 stycznia 2022 w Lyonie) – polski fizyk matematyczny,
przedstawiciel Warszawskiej Szkoły Fizyki Matematycznej, absolwent i pracownik naukowy Uniwersytetu Warszawskiego, pracownik Uniwersytetu Harvarda, Institut des Hautes Études Scientifiques (IHÉS), profesor w École normale supérieure de Lyon (ENS de Lyon), członek CNRS. Uznanie przyniosły mu badania nad klasyczną i kwantową teorią pola, fizyką statystyczną, turbulencją, supersymetrią, wyższą
geometrią, konforemną teorią pola, topologiczną teorią pola, teorią strun i teorią izolatorów topologicznych. W 2022 roku wspólnie z Anttim Kupiainenem otrzymał Nagrodę im. Danniego Heinemana w dziedzinie fizyki matematycznej.

## Życiorys
Krzysztof Gawędzki urodził się w Żarkach, studiował na Uniwersytecie Warszawskim i doktoryzował się tamże w 1971 roku. Opiekunem jego rozprawy doktorskiej pt. Funkcjonalna teoria pól geodezyjnych był Krzysztof Maurin (1923–2017), pod którego opieką współtworzył wraz z, m.in., Jerzym Kijowskim, Stanisławem Woronowiczem Katedrę Metod Matematycznych Fizyki.
Na przełomie lat 70. i 80. Gawędzki prowadził badania na Uniwersytecie w Getyndze i Uniwersytecie Harvarda, a następnie w latach 1981–2001 w IHÉS w Bures-sur-Yvette pod Paryżem, gdzie współpracował między innymi z Jürgiem Fröhlichem. Od 2001 roku był profesorem w École normale supérieure de Lyon (ENS de Lyon), a później emerytowanym pracownikiem naukowym tej uczelni. Od stycznia do czerwca 2003 roku zatrudniony w Instytucie Studiów Zaawansowanych w Princeton. W 1986 roku został zaproszony na Międzynarodowy Kongres Matematyków
w Berkeley, gdzie wygłosił wykład pt. Renormalization: from magic to mathematics. W 2003 roku wygłosił wykład plenarny pt. Simple models of turbulent transport na Międzynarodowym Kongresie Fizyki Matematycznej w Lizbonie.
Na początku kariery naukowej Gawędzki skupiał się w swych badaniach na geometrycznym opisie klasycznej teorii pola, supersymetrii oraz konstruktywnej kwantowej teorii pola, w szczególności – teorii renormalizacji. Na początku lat 70. rozwinął, wraz z Jerzym Kijowskim i Wiktorem Szczyrbą, kowariantny kanoniczny opis klasycznej lagranżowskiej
teorii pola. W roku 1977 sformułował i udowodnił
podstawowe twierdzenie supergeometrii, znane pod nazwą Twierdzenia Gawędzkiego-Batchelor. W latach 80. współpracował z Anttim Kupiainenem nad zastosowaniem metod grupy renormalizacji w opisie różnych układów modelowych kwantowej teorii pola. Wspólnie uzyskali istotne wyniki w zakresie konforemnej teorii pola (CFT) w dwóch wymiarach, stanowiącej laboratorium badań teoretycznych dotyczących nieperturbacyjnych aspektów teorii pól kwantowych i znajdującej bezpośrednie zastosowanie w fizyce ciała stałego, mechanice statystycznej i teorii strun. Szczególną rolę w dociekaniach teoriopolowych Gawędzkiego odgrywały dwuwymiarowe modele sigma Wessa-Zumino-Novikova-Wittena (WZNW) opisujące mechanikę pętli i ścieżek na zwartych grupach Liego i ich przestrzeniach jednorodnych i stanowiące prototypy tzw. wymiernych CFT. Prowadził on pionierskie badania nad tzw. emergentną widmową geometrią nieprzemienną teorii strun
(wraz z J. Fröhlichem) oraz symetriami modeli sigma WZNW stanowiącymi realizacje grup kwantowych (wraz z F. Falceto). Zainicjował i rozwinął program badań dwuwymiarowych modeli sigma z członem topologicznym Wessa-Zumino (istotnych w dwuwymiarowej CFT i teorii strun) przy użyciu metod wyższej geometrii, algebry homologicznej i teorii kategorii, w szczególności – teorii tzw. wiechci wiązek (ang. bundle gerbes).
W latach 80., wraz z Kupiainenem podał rygorystyczną konstrukcję modelu teorii {\displaystyle \phi ^{4}} pola bezmasowego w czterowymiarowej czasoprzestrzeni oraz modelu Grossa-Neveu w dwuwymiarowej czasoprzestrzeni.
W 1986 roku Gawędzki zastosował metody hiperkohomologii Beilinsona-Deligne'a w rygorystycznym opisie pola tła Kalba-Ramonda w członie topologicznym Wessa-Zumino dwuwymiarowego modelu sigma dla nietrywialnej topologii powierzchni świata (czyli w modelu pętlowego efektu Aharonova-Bohma), po czym użył danych hiperkohomologicznych pola do nowatorskiego geometrycznego skwantowania tej dwuwymiarowej teorii pola. Takie podejście do dwuwymiarowego modelu sigma, więc też w szczególności – do dwuwymiarowej lageranżowskiej CFT, zastosował
następnie w modelowaniu wyższej (nieprzemiennej) geometrii stanów brzegowych (wraz z N. Reisem) oraz w konstrukcji odnośnych modeli orientifoldowych i sformułowaniu uniwersalnej zasady cechowania symetrii sztywnych (wraz z R.R. Suszkiem i K. Waldorfem).
W latach 2000. prowadził badania nad zjawiskiem turbulencji, m.in. we współpracy z Falkovichem, Kupiainenem i Vergassolą. Wcześniej, bo w roku 1995, Gawędzki i Kupiainen opisali anomalne skalowanie pola skalarnego w modelu jego adwekcji przez losowe pole prędkości (turbulencji).
24 listopada 2021 r. Amerykański Instytut Fizyki i Amerykańskie Towarzystwo Fizyczne przyznały Krzysztofowi Gawędzkiemu i Anttiemu Kupiainenowi Nagrodę im. Danniego Heinemana w dziedzinie fizyki matematycznej za rok 2022. W laudacji podkreślono ich „fundamentalny wkład w kwantową teorię pola, mechanikę statystyczną i dynamikę płynów, wykorzystujący idee geometryczne, probabilistyczne i metody grupy renormalizacji”.
Zmarł 21 stycznia 2022 roku w Lyonie we Francji w wieku 74 lat. Jest pochowany na Starym cmentarzu na Służewie w Warszawie.

## Wybrane dodatkowe publikacje
- K. Gawędzki. Lectures on Conformal Field Theory. W: P. Deligne, P.I. Etingof, D.S. Freed, D. Kazhdan (eds.): Quantum Fields and Strings: A Course for Mathematicians (IAS/Park City Lectures 1996/97). American Mathematical Society, 1999, s. 727–805. ISBN 978-0-8218-2014-8.
- K. Gawędzki. Conformal field theory. „Astérisque”. 1988/89 (177–178), s. 95–126, 1989.
- K. Gawędzki. Quadrature of conformal field theories. „Nuclear Physics B”. 328 (3), s. 733–752, 1989. DOI: 10.1016/0550-3213(89)90228-9. Bibcode: 1989NuPhB.328..733G.
- A. Connes, K. Gawędzki, J. Zinn-Justin (eds.): Quantum Symmetries, Les Houches Sessions LXIV. Elsevier, 1998, seria: Les Houches Lectures, vol. 64, 1995, Université Joseph Fourier. ISBN 978-0-444-82867-5. Brak numerów stron w książce
- K. Gawędzki. Soluble models of turbulent transport. W: J. Cardy, G. Falkovich, K. Gawędzki (eds.): Non-equilibrium Statistical Mechanics and Turbulence. Cambridge University Press, 2008, s. 44-107, seria: London Mathematical Society Lecture Notes Series 355. ISBN 978-0-521-71514-0.